# Sudbury-onderwijs
Mate van vrijheid
van de lerende om zijn eigen leerproces in te richten (afnemend van boven naar beneden)
| Vrij        |
| Onderneming |
| Project     |
| Probleem    |
| Opdracht    |
| Taak        |
| Instructie  |

Het voornaamste middel dat de onderwijsvorm gebruikt is een indicatie

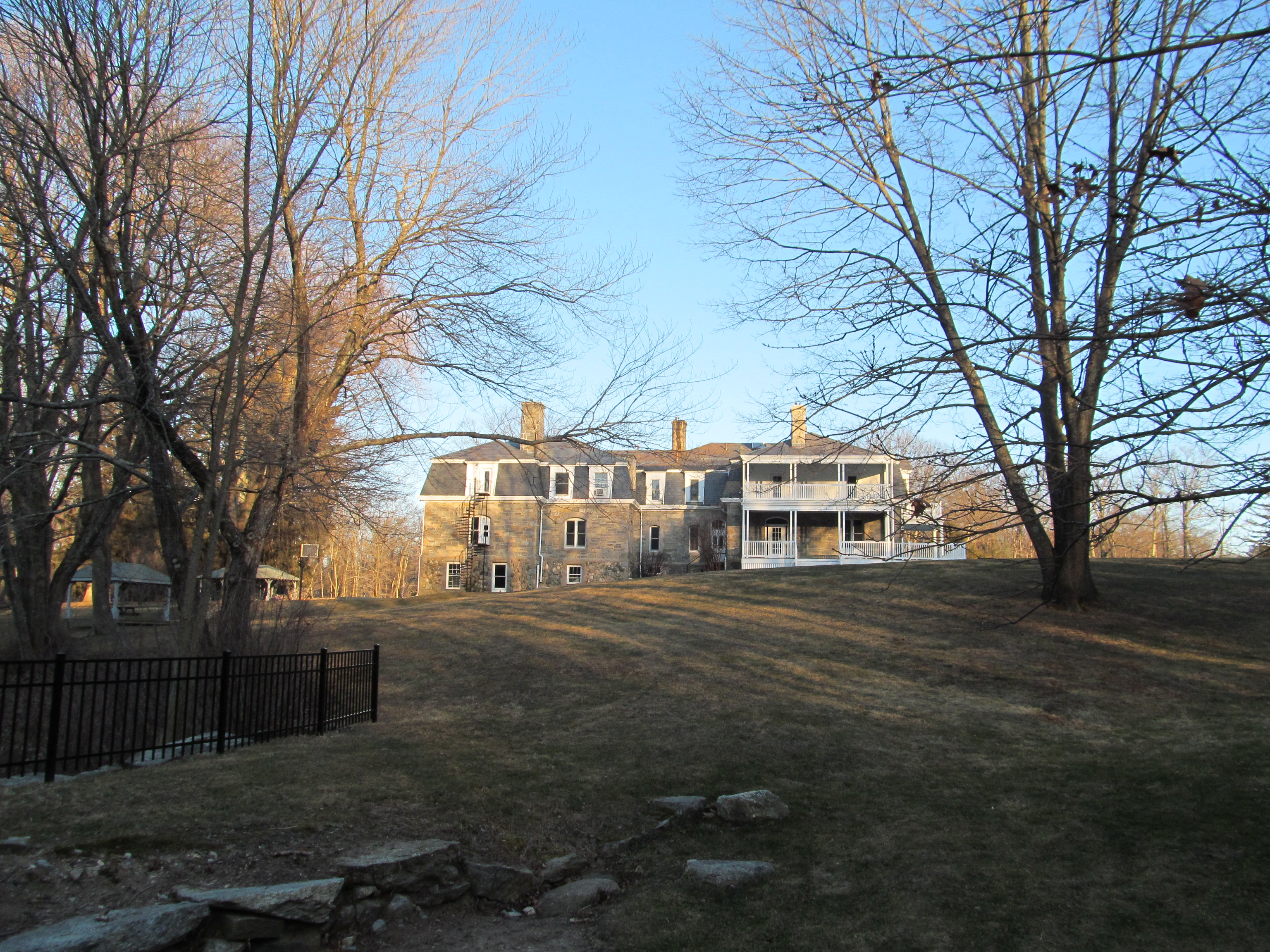
Sudbury Valley School, Framingham

Het sudbury-onderwijs is een vorm van democratisch onderwijs. Het is bijzonder onderwijs dat de naam ontleent aan de Sudbury Valley School, die in 1968 werd opgericht in de Amerikaanse plaats Framingham. De structuur van een sudbury-school is gebaseerd op een directe democratie. Iedereen in de school, leerlingen en staf, hebben een gelijke stem in de volledige organisatie van de school. Bij dit type onderwijs zijn kinderen volledig verantwoordelijk voor eigen leven, leren en toekomst. Er zijn geen opgelegde klassen, leerplannen of overhoringen. Sudbury-onderwijs is om die reden een controversiële onderwijsvorm.

## Onderwijsconcept

### Algemeen kenmerk
Op een sudbury-school zijn leerlingen zelf volledig verantwoordelijk voor hun opleiding. De kinderen bepalen dus zelf wat, hoe, wanneer en met wie ze iets willen ondernemen. Leren is er een middel om doelen te bereiken. Het uitgangspunt is dat de meest waardevolle leerervaringen altijd diegene zijn die door de persoon zelf gekozen worden. Een sudbury-school is in essentie een vertrouwde en berekenbare omgeving waar leerlingen van verschillende leeftijden en uiteenlopende interesses hun individuele curriculum vormgeven. Leren is praktisch of theoretisch, individueel of sociaal, formeel of informeel, maar steeds doelgericht en vanuit een intrinsieke motivatie.

### Specifieke kenmerken
- Afwezigheid van opgelegde lessen: Er is geen vast curriculum of een aantal verplichte vakken. In plaats daarvan volgt de leerling zijn interesse en leren ze de nodige vaardigheden als een bijproduct van hun activiteiten[1] Er zijn geen echte klaslokalen, maar ruimtes waar mensen kunnen samenkomen om dingen te ondernemen[3]
- Leeftijdsmix: leerlingen worden niet gescheiden in leeftijdsgroepen, de vrije interactie tussen jongere en oudere leerlingen en volwassenen wordt gezien als een krachtig instrument voor leren en ontwikkeling bij alle leeftijden.[4]
- Autonome democratie: ouders hebben een beperkte betrokkenheid of geen betrokkenheid bij het schoolbestuur; sudbury-scholen worden bestuurd door een schoolvergadering ('schoolmeeting'), waaraan leerlingen en staf als gelijken deelnemen. Op een sudbury-school wordt zelfs het inhuren of ontslaan van staf door de schoolmeeting besloten door het houden van jaarlijkse staf verkiezingen, in tegenstelling tot de meeste andere scholen.[5]

## Organisatie structuur

### Schoolmeeting
Een wekelijkse vergadering, waarin de regels van de school worden opgesteld, de begroting wordt samengesteld en beheerd, en de stafleden worden verkozen. Kinderen en stafleden hebben er een gelijke stem. Zowel leerlingen als stafleden kunnen agendapunten aanbrengen. Aanwezigheid is niet verplicht. Enkel de stem van de aanwezigen telt. De agenda van deze vergadering wordt minimum een week op voorhand uitgehangen in de school, zodat ieder voor zich kan uitmaken of er zaken worden besproken die hem of haar aanbelangen.

### Comités en coördinatoren ('Committees' en 'Clerks')
De schoolmeeting kan taken en verantwoordelijkheden delegeren naar andere organen of verantwoordelijke personen binnen de school. Zo is er een aannamecomité, PR-comité, inrichtingscomité; een aanwezigheidscoördinator, een rechtscoördinator en een veiligheidscoördinator.

#### Het juridisch comité ('Judicial Committee')
Het Juridisch Comité (JC - ˈdʒei si) is het orgaan dat het overtreden van regels behandelt. Kinderen kunnen een klacht indienen, die door het JC behandeld wordt als een rechtszaak. De aanklager, de beschuldigde en eventuele getuigen dienen aanwezig te zijn bij het onderzoek van klachten. Ook is er een voorzitter, een secretaris en meerdere 'bijzitters'. De dagelijkse werking van het JC verloopt volgens procedures die zijn goedgekeurd door de schoolmeeting. Sancties worden gestemd in het JC. Gaat een beschuldigde niet akkoord met de aanklacht en/of sanctie, dan kan die beroep aantekenen en wordt de zaak door de schoolmeeting verder afgehandeld.

### Gezelschappen ('Corporations')
Leerlingen met eenzelfde belangstelling kunnen zich verenigen in gezelschappen. Gezelschappen kunnen eigen materiaal beheren, en daartoe regels en procedures opstellen. Ze kunnen aanspraak maken op een deel van het schoolwerkingsbudget door een begroting in te dienen bij de schoolmeeting, of door aanspraak te maken op een deel van het speciale schoolbudget. Gezelschappen kunnen van de schoolmeeting toestemming krijgen om fondsenwervende activiteiten op te starten binnen de school.

### Algemene ledenvergadering ('Assembly')
Ouders hebben medezeggenschap over een aantal domeinen in de school via de Algemene Ledenvergadering. Dit is een vergadering die bestaat uit alle leerlingen, ouders, stafleden en soms ook externe leden. Ze beslist per meerderheid over een aantal algemene domeinen. Het goedkeuren van de jaarlijkse begroting, stafcontracten, het bepalen van het veiligheidsbeleid en het toekennen van diploma's aan leerlingen zijn doorgaans de zaken waarover de algemene ledenvergadering beslissingsrecht heeft.

## Kritiek
De Nederlandse Inspectie van het Onderwijs is kritisch op het concept van de sudbury-scholen:
Voor de Onderwijsinspectie is het vertrekpunt dat onderwijs wordt gegeven door bevoegde docenten, een belangrijk criterium om een school aan te merken als school in de zin van de Leerplichtwet. Daar waar uitsluitend sprake is van vraaggestuurd onderwijs, is het nauwelijks mogelijk aan de aanmerkingscriteria te voldoen. Scholen die daar niet aan voldoen, meldt de inspectie aan de minister.
In 2009 bracht de onderwijsinspectie een rapport uit over De Kampanje, een school voor sudbury-onderwijs in Amersfoort. Zij concludeerde hierin onder meer dat het onderwijs op De Kampanje de studenten niet voorbereidde op het doorstromen naar het middelbaar of hoger beroepsonderwijs of de universiteit, dat de school niet kon aantonen dat de resultaten van de leerlingen ten minste lagen op het niveau dat mag worden verwacht, en dat de bevoegdheden van de leraren niet overeenkwamen met die van leraren van een uit de openbare kas bekostigde school voor voortgezet onderwijs.
In 2011 diende een rechtszaak tussen de Inspectie van het Onderwijs en sudbury-school De Koers.
Op 28 maart 2013 werd een ouder door de kantonrechter Midden-Nederland veroordeeld voor het overtreden van de Leerplichtwet 1969 doordat hij zijn elfjarige dochter naar De Kampanje liet gaan.
In september 2022 heeft de Onderwijsinspectie haar vertrouwen uitgesproken over Sudbury School Amerfoort voor zowel primair onderwijs als voortgezet onderwijs.

## Scholen in Nederland en Vlaanderen
In België is het Leerhuis gestart op 1 februari 2007 en tegelijkertijd startte de eerste sudbury-school in Nederland: De Kampanje. In september 2008 opende De Koers als tweede zijn deuren. Op 1 september 2010 volgde Sudbury School Gent. In februari 2012 is De Merkaba Sudburyschool in Tholen (Zeeland) opgericht. In maart 2022 volgde de Sudbury School Amersfoort.

## Over het sudbury-model

### Publicaties
Van de hand van Daniel Greenberg (voormalig Professor Natuurkunde), een van de oprichters van de school, zijn vele boeken en enkele artikelen verschenen over de school en over onderwijs in het algemeen, waarvan sommige als co-auteur.
Boeken
- 1964, Anaxagoras and the Birth of Physics with Daniel E. Gershenson, OCLC 899834
- 1973, Announcing a New School: A Personal Account of the Beginnings of the Sudbury Valley School, ISBN 1-888947-11-X
- 1974, Outline of a New Philosophy, ISBN 1-888947-17-9
- 1987, Child Rearing, ISBN 1-888947-06-3
- 1988, Early lessons : some recollections of my youth and what it taught me, ISBN 1-888947-09-8
- 1991, Free at Last: The Sudbury Valley School, ISBN 1-888947-00-4
- 1992, The Sudbury Valley School Experience with Hanna Greenberg, Michael Greenberg, Laura Ransom, Mimsy Sadofsky and Alan White, ISBN 1-888947-01-2
- 1992, Legacy of Trust, Life After the Sudbury Valley School Experience with Mimsy Sadofsky, ISBN 1-888947-04-7
- 1992, A New Look at Schools, ISBN 1-888947-03-9
- 1992, Education in America: A View from Sudbury Valley, ISBN 1-888947-07-1
- 1994, Worlds in Creation, ISBN 1-888947-10-1
- 1994, Kingdom of Childhood, Growing Up At Sudbury Valley School with Mimsy Sadofsky and Hanna Greenberg, ISBN 1-888-94702-0
- 1995, Sudbury Valley School Handbook, ISBN 1-888947-14-4
- 1998, Starting a Sudbury School: A Summary of the Experiences of Fifteen Start-Up Groups with Mimsy Sadofsky, ISBN 1-888947-19-5
- 1999, Reflections on the Sudbury School Concept with Mimsy Sadofsky, ISBN 1-888947-20-9
- 2000, A Clearer View: New Insights into the Sudbury School Model, ISBN 1-888947-22-5
- 2004, The Pursuit of Happiness: The Lives of Sudbury Valley Alumni with Mimsy Sadofsky and Jason Lempka, ISBN 1-888947-25-X
- 2008, Turning Learning Right Side Up: Putting Education Back on Track with Russell L. Ackoff, ISBN 0-13-234649-4.

Wetenschappelijke artikelen
Hoogleraar Psychologie en auteur van het ook aan Nederlandse Universiteiten gebruikte handboek "Psychology", Peter Gray heeft veel onderzoek gedaan en gepubliceerd over de werking en het succes van de school en over de natuurlijke ontwikkeling bij kinderen.
Ook van de hand van Jay Feldman is een artikel over de werking van de school verschenen.

### Publicaties in het Nederlands
Boeken
- De Vrijheid van de Sudbury Valley school - vijfendertig jaar ervaringen en inzichten.[21] (2003) Estarte. Dit boek bevat vertalingen van verhalen uit enkele van de door de Sudbury Valley School uitgegeven boeken, nl. Free at Last, The Sudbury Valley School Experience, Kingdom of Childhood.
- In 2009 is het boek "De Kampanje - Sudbury Valley School in Nederland"[22] uitgekomen, waarin het Sudbury onderwijs als model wordt beschreven in de Nederlandse context, alsmede het geschiedkundig, juridisch, maatschappelijk en wetenschappelijk kader met betrekking tot dit onderwijstype.
- Het gedwongen onderwijs voorbij (2016). Een pleidooi voor het realiseren van de rechten van het kind binnen het onderwijs. Hierin legt Peter Hartkamp uit wat er mis is met ons gedwongen onderwijssysteem, dat is gebaseerd op het model van Pruisen uit de 19e eeuw.